# Карабах (нефтегазовое месторождение)
Караба́х (азерб. Qarabağ) — нефтегазовое месторождение в Азербайджане. Расположено в 130 км к востоку от Баку, в 20 — 25 км от Азери — Чираг — Гюнешли. Открыто в 2000 году. Глубина моря на месторождении меняется 250—450 метров.
Нефтегазоносность связана с отложениям мелового возраста. Начальные запасы нефти оцениваются в 100 млн тонн. Залежи располагаются на глубине 3,3 — 4,2 км.
Оператором месторождения является азербайджанская нефтяная компания ГНКАР.

## История разработки
Месторождение «Карабах» было открыто в 1965 году. Тогда же была проведена предварительная трехмерная сейсморазведка, по результатам которой предварительные запасы месторождения были оценены на уровне 80 млн тонн нефти.
10 ноября 1995 года было подписано соглашение о разделе продукции на разведку и разработку месторождения. 13 февраля 1996 года соглашение было ратифицировано парламентом Азербайджана. 23 февраля 1996 года вступило в силу.
Летом 1996 года компаниями, подписавшими контракт с Государственной нефтяной компанией Азербайджана был сформирован операционный консорциум «Каспийская международная нефтяная компания» («КМНК») (англ. Caspinn International Petroleum Company - CIPCO) в составе СП «LUKAgip» (45 %), Pennzoil (30 %), Лукойл (12,5 %), Agip (5 %) и ГНКАР (7,5 %)
В августе 1996 года КМНК официально приступил к работе. В течение 3-х лет (срок мог был быть увеличен до 4—5 лет) предполагалось провести разведочные работы (сейсморазведка и бурение 3-х скважин). Первую нефть планировалось добыть в конце 2000 года после подтверждения наличия запасов в промышленных масштабах. Работы по бурению скважин проводились азербайджано-американским совместным предприятием «Caspian Drilling Company», учредителями которой являлись ГНКАР и Santa Fe.
26 января 1999 год КМНК выступила с заявлением о прекращении своей деятельности по причине отсутствия экономической целесообразности проекта. Разведка показала, что запасы месторождения не превышают 30 млн тонн нефти. 23 февраля 1999 года, после истечения срока, отведённого на разведочные работы, консорциум официально прекратил своё существование.
В апреле 2006 года ГНКАР заявило о желании разрабатывать месторождение самостоятельно.

## Акционеры
На декабрь 2023 года акционерами проекта являлись  Equinor (50 %) и ГНКАР (50 %). 22 декабря 2023 года компания Equinor продала свои активы в Азербайджане, в том числе свою долю в проекте ГНКАР. Таким образом, единственным акционером проекта стала ГНКАР (100%).
В июне 2025 года BP приобрела 35 % у ГНКАР.

## Стоимость проекта
Размер общих капитальных затрат для реализации проекта, по оценкам экспертов, должен был составить 1,7 млрд долларов, размер эксплуатационных затрат — 1-3 млрд долларов.
Фактически на выполнение работ в рамках программы разведочного периода КМНК было затрачено не менее 100 млн долларов.
Общий объём затрат на завершение разработки месторождения, по предварительным оценкам ГНКАР, может составить около 200 млн долларов.
По условиям первоначального контракта общая сумма выплат азербайджанской стороне должна была составить 135 млн долларов.

## Текущее положение
На июнь 2025 года оператором проекта является BP.
Месторождение будет подключено к подводным экспортным трубопроводам Азери — Чираг — Гюнешли. Добытый нефть и газ будут транспортироваться на Сангачальский терминал.